# 李仕清 (乾隆進士)
李仕清（?—?），湖南巴陵（今湖南岳阳）人，清朝政治人物。同进士出身。
李仕清為乾隆十九年（1754年）甲戌科進士。乾隆三十年（1765年）接替霍位桥任嘉定县知县一职，三十四年（1769年）由林宏德接任。